# Conat
Conat (IPA: [kuˈnat], oficialment en francès igual) és una comuna de la Catalunya del Nord, a la comarca del Conflent.
En el terme de Conat hi ha el llogaret, i antiga comuna independent, de Vellans. Al nord del municipi hi ha les ruïnes dels antics pobles de Nabilles i Arletes.
La dita sobre els conataires és Me'n vaig a Conat Jesús.

## Etimologia
Segons Albert Cazes el topònim Conat significa el mateix que el nom de la comarca, Conflent (de confluent), ja que designa la unió de la Ribera d'Orbanyà amb la de Noedes, que formen la Ribera de Callan (Callant, segons Cazes).

## Geografia

### Localització i característiques generals del terme

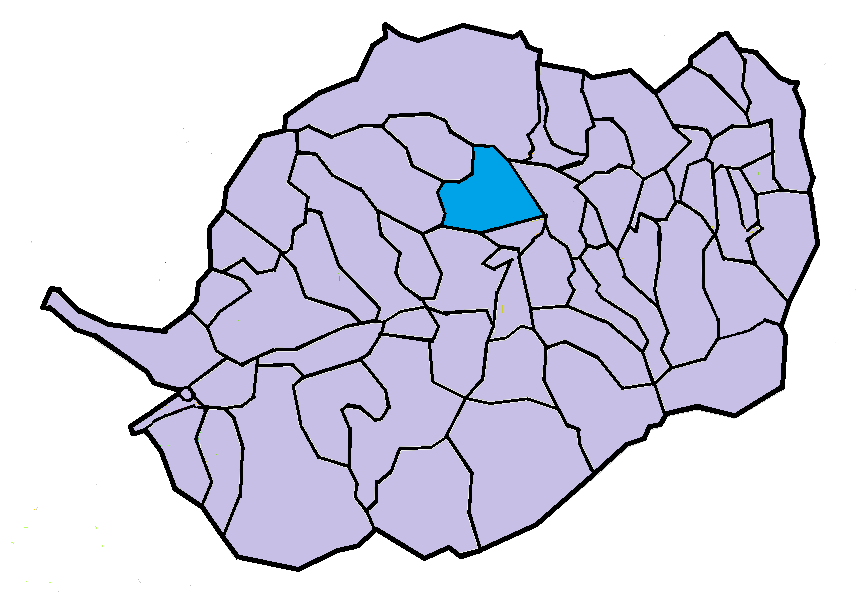
Situació de la comuna de Conat en el Conflent

El terme comunal de Conat, de 191.200 hectàrees d'extensió, és situat a l'esquerra de la vall de la Tet, en una vall subsidiària (la del Callan). Està situat al nord del centre de la comarca.
El terme es configura a partir de la vall del Callan i de dues valls afluents del Callan per l'esquerra: la de la Ribera d'Orbanyà i la del Riberot, o Torrent d'Arletes. Totes tres valls conflueixen a prop a l'est del poble de Conat. La vall principal vertebra la meitat sud de la comuna; és on es troben els pobles de Conat i de Vellans. La de la Ribera d'Orbanyà és al nord de la del Callan; s'estén de nord-oest a sud-est, i arriba a confluir en el Callan a prop del poble de Conat, al sud-est del terme. La tercera vall davalla del nord del terme, on hi havia el poble d'Arletes, i en aquesta vall es troba, al nord-est, el poble de Nabilles. Són tres valls bastant marcades en el territori, amb les carenes que les delimiten a bastant altitud respecte de les lleres dels rius.
El nord és delimitat pel Serrat de Miralles (a ponent), que arriba als 1.372,2 m alt, i el Serrat d'Estarder (a llevant), de 1.252,9. Tot el límit nord-oest del terme depassa els 1.000 metres d'altitud. El sud-oest, és una carena que puja des de la llera del Callan, a 743,3 m alt, cap al sud fins al cim de la Roc Roig de la Serra Pelada, de 1.669 m alt. El sud, ressegueix el vessant de la Serra Pelada cap a llevant, baixant suaument fins al Pla dels Horts i el Crest, on assoleix els 1.400 m alt, i després pel Serrat de les Escales, sempre perdent altitud, fins als 1.200. A partir d'aquest lloc el termenal meridional de Conat deixa de seguir divisòries naturals, i continua baixant fins als 584 metres a la partida de Santa Creu. El límit est i nord-est no segueix clarament tampoc límits de muntanya: durant molt de tros el límit és un còrrec, i, ja al nord-est, segueix una carena que puja dels 900 m alt, a prop del Roc de l'Home Mort, als 1.091,6 del Roc de les Creus i tot seguit als del Serrat d'Estarder.
El terç meridional de la comuna, a la dreta del Callan, està ocupat per la Reserva Natural de Conat.
Termes municipals limítrofs:
|                  | Mosset |                        |
| Orbanyà / Noedes |        | Rià i Cirac            |
| Serdinyà         |        | Vilafranca de Conflent |

### Conat
El poble de Conat, situat aproximadament al centre del terç oriental del seu terme, està dividit en dos barris: el del Castell, a l'esquerra del Callan, i el de l'Església, a la dreta del mateix riu, davant per davant de l'altre.

#### Barri del Castell

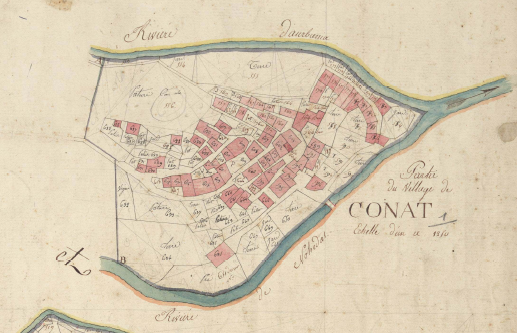
El barri del Castell en el Cadastre napoleònic del 1812 (Arxius Departamentals dels Pirineus Orientals, ADPO)

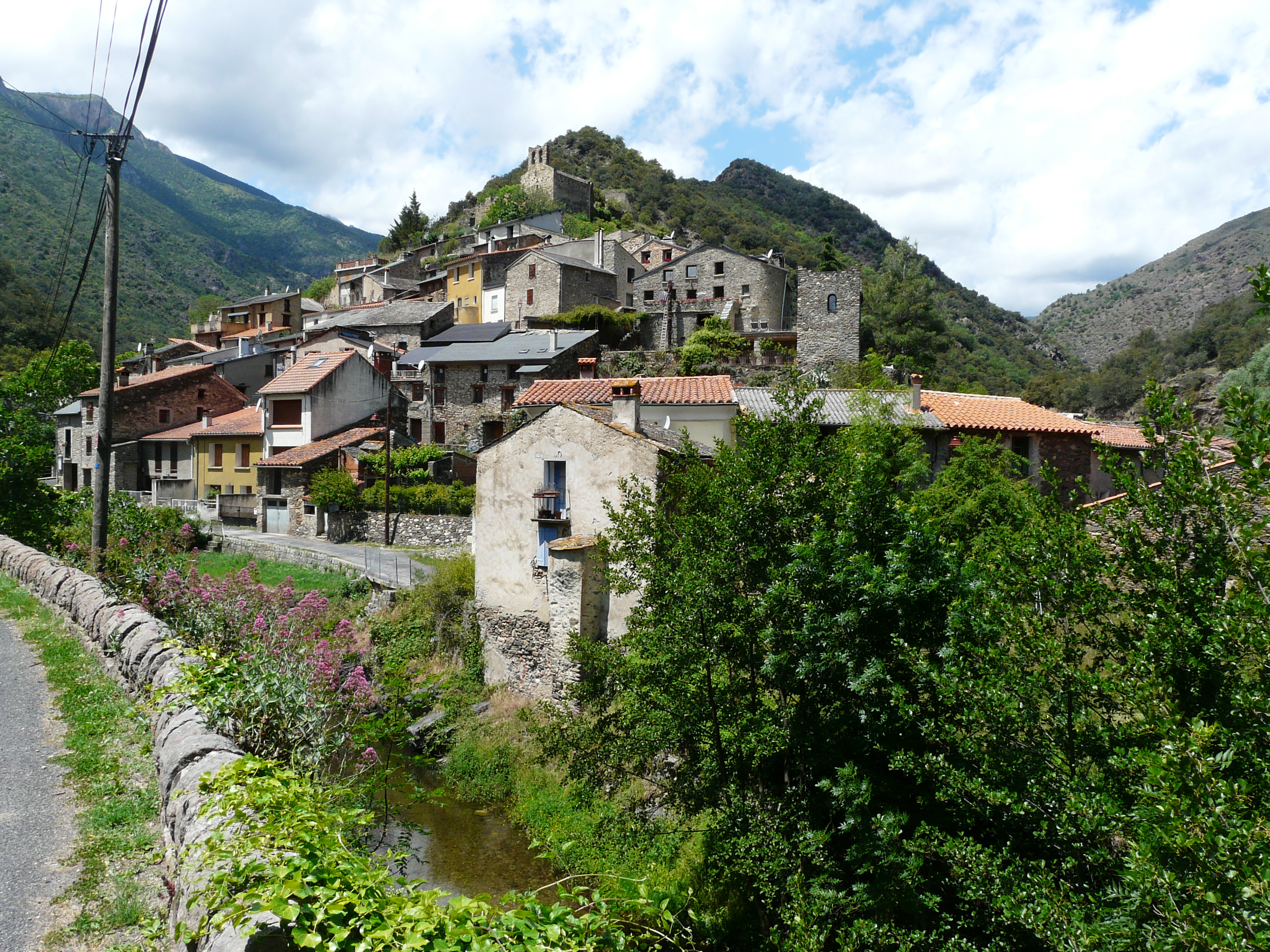
Barri del Castell, de Conat

Està format per a penes mitja dotzena de carrers distribuïts enfilant-se des del Callan pel coster al capdamunt del qual hi ha el turó amb les restes del castell i la capella de Santa Magdalena del Castell. A mitja alçada, a l'extrem nord-est del veïnat, hi ha l'anomenada Torre de Baix.
Al nord-est, ran de la Ribera d'Orbanyà, hi ha les restes de l'antiga farga. A una certa distància al nord-oest, seguint riu amunt, hi ha dos ponts romànics, el primer a 135 metres de les darreres cases del poble i el segon 45 metres més enllà.

#### Barri de l'Església

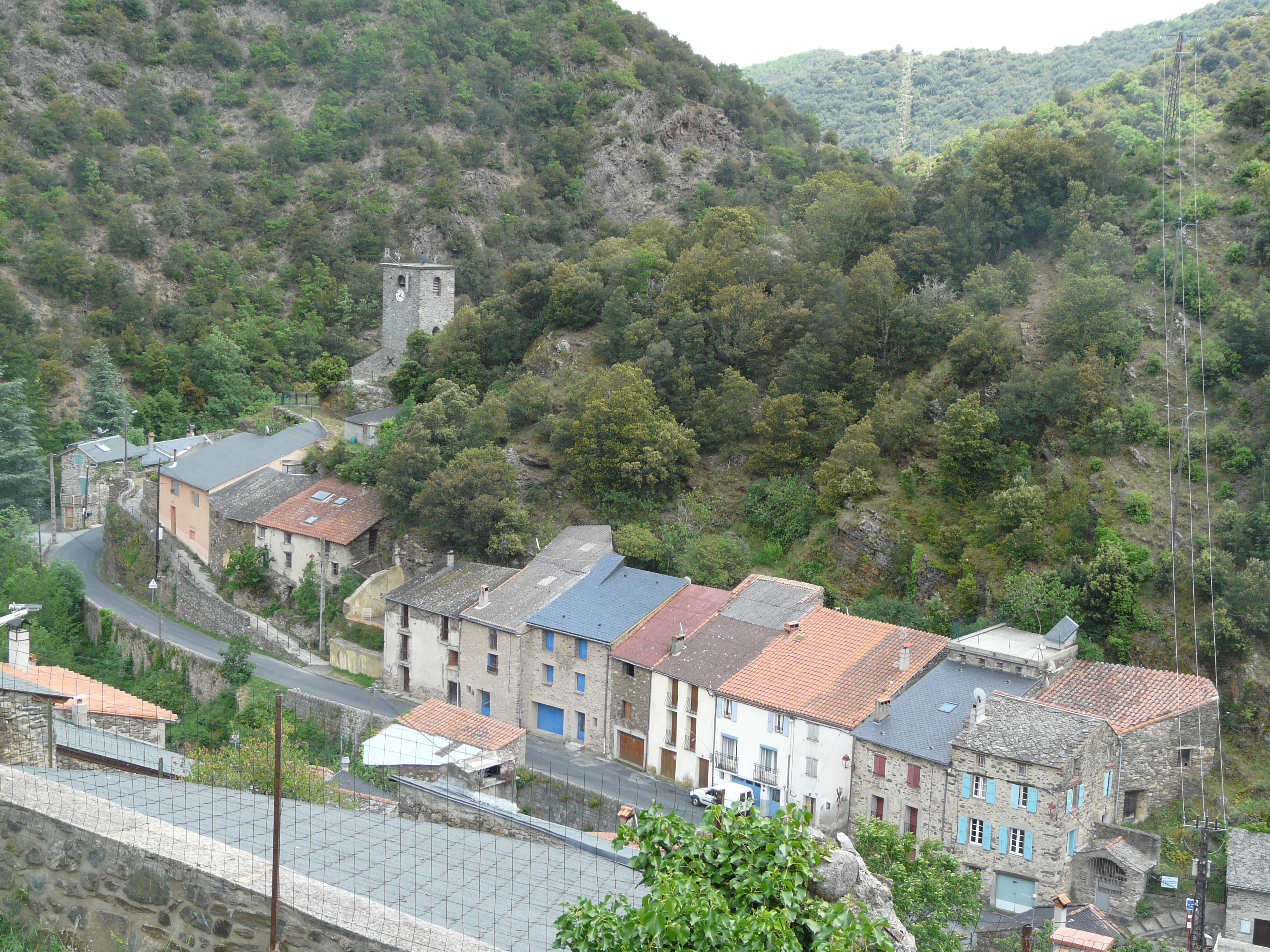
Barri de l'Església

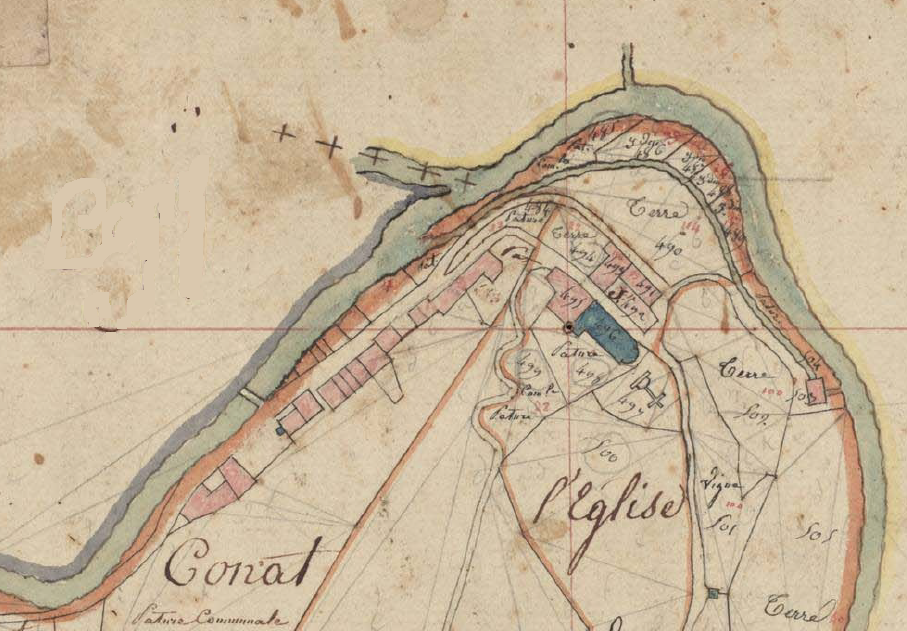
El barri de l'Església en el Cadastre napoleònic del 1812 (ADPO)

Aturonat en una giragonsa del riu, està presidit per l'església parroquial de Sant Joan Baptista. En aquest segon nucli hi ha també el cementiri, al costat mateix de l'església, a llevant, i la Casa del Comú, amb la Sala de Festes del poble annexa. El seu carrer principal és la mateixa carretera que travessa el veïnat, la D - 26. Ran mateix d'aquesta carretera es troben dos oratoris, un a cada extrem del poble. Al sud-est, a l'entrada des de Rià, el de ; al nord-oest, a l'entrada des de Vellans, el de Sant Galderic.

### Vellans

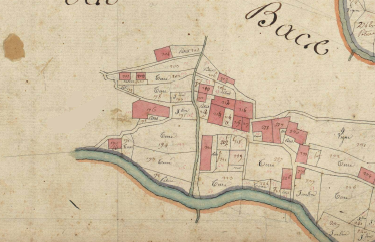
Vellans en el Cadastre napoleònic del 1812 (ADPO)

Vellans és a prop de l'extrem occidental del terme de Conat, a ran, al nord, de la Ribera de Noedes. És un poble petit, allargassat a la riba esquerra de la Ribera de Noedes i als dos costats de la carretera que el travessa. No està documentat que hagi tingut mai església pròpia.

### Arletes
El poble d'Arletes, situat al nord del terme de Conat, ja apareix com a despoblat, com Nabilles, en el Cadastre napoleònic del 1812. És probable que l'església de Nabilles, Santa Margarida, fos també la parroquial d'Arletes. A Arletes es troben les ruïnes de la Torre d'Arletes.

### Nabilles
Nabilles fou un poble del nord-est del terme comunal de Conat, probablement d'hàbitat dispers, en el qual feia de centre neuràlgic l'església parroquial de Santa Margarida de Nabilles, únic element conservat del poble. Aquesta església és molt probable que també exercís de parroquial d'Arletes. L'any 1812 el territori ja apareix com a despoblat en el Cadastre napoleònic del 1812.

### Monuments megalítics de Conat
Com en altres comunes veïnes, la de Conat conté diversos monuments megalítics, com el Dolmen de Miralles, el Dolmen del Roc de les Creus, o del Camp de la Coma, i el Dolmen del Roc de l'Home Mort. El Dolmen del Roc de Jornac, citat per Becat dins del terme de Conat, és en realitat dins del d'Orbanyà.

### Els masos del terme
La comuna de Conat no té actualment masos, pròpiament dits, dispersos pel seu terme, a part de la Casa Cantonyera de l'Alzinar, el Casot o Cortal de l'Espeu, el Casot d'en Delonca, el Cortal de Fontanelles, o de Freixinós, avui dia convertit en casa, el Molí de Vellans i el desaparegut Vilar de l'Era, a Santa Creu. La resta de construccions aïllades són cortals, sobretot, i alguns orris o barraques de pedra seca. A més, moltes són actualment en ruïnes. Entre els cortals conservats hi ha el de l'Alzinar, el de la Maria Assens, el de la Miranda, el de la Vinyassa, abans, d'en Solla, el del Borreguer, abans, d'en Frare, el del Camp de les Vinyes, abans, d'en Blanc, el del Camp dels Polls, abans, d'en Gardiu, el de les Esquerdes, el del Forquiter, abans d'en Serradell, el del Freixinós, el del Mas, el dels Campots, o d'en Salies, abans, del Gavatx, el d'en Freixinós, el d'en Fruitet, el d'en Gardiu (nom antic), el d'en Lafita, abans, d'en Joan Blanc, el d'en Ponci, el d'en Ventureta, abans del Brello, el d'en Vidal, el d'Etxena, o de Santa Creu, abans, de Serranies, els Cortalets, el Cortal Nou de Clarelles, abans Respaut, els Cortals d'Arletes, els dels Camps d'en Perotes, els dels Prats de Vellans, els de Nabilles, la Cova de l'Espinàs (cortal, en realitat). També cal tenir en compte les Coves dels Plans de Vellans.
Els cortals en ruïnes són el de Baix de la Falguerosa, el de l'Estevenet, o de l'Etxena, el de Catllorenç, abans, d'en Bonell, el de Clarelles, el de la Carrerada, abans d'en Bonell, el de la Copi, abans d'en Pau, el de la Falguerosa, abans, de l'Etxena, el de l'Aposador, el de la Vivesa, el del Terrena, el del Tronis, o de l'Estevenot, el d'en Ventureta, o de l'Assens, el d'en Vidal, o de la Font de Gordi, un altre d'en Vidal, abans, d'en Bigorra, el de Quintana, abans, del Guillot, el de Santa Margarida, el de Torres, abans, Delcamp, els Cortals de Marçac, els d'en Salies, o de Millarers.
Altres construccions isolades que cal considerar són l'Orri de l'Espinàs, el de Nabilles i els Orris de Catllorenç. També existeixen tres oratoris, el de Sant Antoni, el de Sant Galderic i el de Sant Josep, i cinc ponts: el de la Solana, el del Clot del Bosc, el del Riberot, el del Verger i el de Vellans, a part de les esglésies descrites en capítols a part.

### Hidrònims

#### Cursos d'aigua
Tres són els cursos d'aigua fonamentals, amb les valls corresponents, del terme de Conat: del poble en avall, i fins a la Tet, el Callan. Del poble en amunt, els dos que formen el Callan: la Ribera de Noedes i la Ribera d'Orbanyà. No hi ha cap curs d'aigua del terme que s'escapi d'alguna de les tres valls esmentades, llevat del Còrrec de Santa Creu, a l'extrem sud-oriental, que davalla cap a Vilafranca de Conflent.
La Ribera d'Orbanyà, un cop ha entrat en el terme de Conat procedent del d'Orbanyà rep per la dreta el Comall de la Font de l'Aram, per l'esquerra, successivament, dos còrrecs anomenats de Jornac. Tot seguit, per la dreta, el Comall de la Font de Gordi, per l'esquerra el Còrrec de Malbaus, tot seguit per la dreta el Comall de la Copi, i per l'esquerra dos còrrecs anomenats del Riberal. Ja molt a prop del poble de Conat rep per l'esquerra el Riberot, o Torrent d'Arletes, o els Torrents, de llarg recorregut, que reuneix en el seu traçat els còrrecs d'Arletes, de Catllorenç, del Burgatar, d'en Perotes, de Clarelles, els dos de Nabilles, amb el de Torres, de les Taules i de l'Espinàs. Tot seguit, entre els dos nuclis de Conat, s'uneix a la Ribera de Noedes per tal de formar el Callan.
Pel que fa a la Ribera de Noedes, ja dins del terme de Conat, agafa una direcció més d'oest a est, rep per la dreta els còrrecs de Prats i del Bac, tot seguit per l'esquerra els dos Comall de l'Alzinar, i al cap de poc per la dreta el Còrrec de l'Artigassa, just després de deixar enrere el Molí de Vellans. Passa pel costat de migdia del poble de Vellans, on rep, alhora per l'esquerra el Comall de Vellans, que travessa aquest poble, i per la dreta el Còrrec dels Clots del Bosc, de llarg recorregut, que aporta també els còrrecs de la Serra Pelada, del Bosc de Serra Pelada i del Bac de Vellans. Just a llevant del poble rep per l'esquerra el Comall del Grau del Pont, i tot seguit, pel mateix costat, el Comall del Serrat del Pont i el del Vinyer. Tot seguit hi arriba per la dreta el Còrrec del Desferrador, el de Coma Seca, amb els dos comalls del mateix nom, el Comall de Cova Roja, el Comall dels Baussos, el del Forn, el de la Cometa Negra, el de les Caunes Negres, o de la Cauna, el de les Estelles, o de Poblà, i el de Quintana. Tot seguit, passa al sud del poble de Conat i s'ajunta amb la Ribera d'Orbanyà per tal de formar el Callan.
Un cop format per la unió de les dues riberes anteriors, just a l'extrem oriental del poble de Conat, el Callan s'adreça cap a llevant, marcant uns meandres força tancats, a causa de l'orografia de la vall. Rep de seguida per l'esquerra el Còrrec de la Solana, i poc després per la dreta el Comall de les Saleres. Després, per l'esquerra, els dos còrrecs de les Esquerdes, i, poc després, per la dreta el Còrrec de Bell-lloc, que hi aporta també el Torrent Fosc i el Comall de Bell-lloc, els dos comalls de les Fontanelles i els dos de les Termeneres. Finalment, en el terme de Conat, hi aflueix per l'esquerra el Còrrec de Santa Margarida, que hi aporta els còrrecs de la Capella i de la Font de l'Aram. Aquest còrrec fa de termenal entre Conat i Rià i Cirac.

### Orografia
Els topònims de Conat que reflecteixen formes de relleu o indrets geogràfics concrets són obagues, com el Bac i el Bac de Vellans; boscs, com el Bosc Comunal de Conat, el Bosc de Serra Pelada; clots, com els Clots del Bosc; comes, com el Comall, la Coma Seca, la Cometa Negra; muntanyes, com el Pic del Solempí, Roca Roja, el Roc de Jornac, el Roc de la Collada, el Roc del Crest, el Roc de l'Home, el Roc de l'Home Mort, el Roc del Teixó, el Roc Punxut, o la Roca Punxuda, el Roc Rodon, el Roc Roig de la Serra Pelada; plans, com el Pla dels Horts, el Pla de Roca Roja i els Plans de Vellans; serres i serrats, com la Serra Pelada, el Serrat de les Estelles, el Serrat del Pont, el Serrat de Miralles, el Serrat de Quintana, el Serrat de Roca Blanca, el Serrat de Roca Roja, el Serrat d'Estarder, el Serrat de Torres, i solanes, com la Solana. També és de destacat la Reserva Natural de Conat.

### El terme comunal
Les partides i indrets específics del terme de Conat són l'Alzinar, l'Aposador, Arletes, l'Artigassa, els Baussos, Bell-lloc, la Boixera, Borguda, el Borreguer, el Burgatar, Cabanasses, el Camp de la Coma, el Camp del Bac, el Camp del Bosc, el Camp de les Vinyes, el Camp dels Polls, el Camp Gran, els Campots (dos de diferents), els Camps d'en Perotes, la Carrerada, la Casa -o Cova- Roja, Catllorenç, la Cauna, Clarelles, el Colomer, la Copi, els Cortalets, els Cotius, el Crest, el Desferrador, les Eroles (nom antic), l'Església, l'Espinàs, les Esquerdes (dos de diferents), les Estelles, la Falguerosa, les Fontanelles, la Font del Gordi, la Font de la Llosa, la Font de l'Aram, el Forn, o Camp del Petrol, els Horts d'Arletes, Jornac, Llúgols, Malbaus, Marçac, el Mas, Millarers, Miralles, la Mort del Soldat, Nabilles, l'Olivera, l'Oratori, la Parreguera d'en Maria, el Pas de l'Escala (dos de diferents), Poblà, el Pont del Marí, els Prats, els Prats de Vellans, la Reserva Natural de Conat, el Riberal, el Roc de la Socarrada, el Roc de les Creus, el Roc de l'Home Mort, les Saleres, Santa Creu, Santa Margarida, Sant Miquel (nom antic), la Socarrada, el Solempí, els Tallats del Mallet, les Taules, les Teixoneres, les Termeneres, el Torrent Fosc, Torres, Vellans, la Vinya del Forga, la Vinyassa, les Vinyes de Conat, les Vinyes de Vellans i Vistes de Jornac. Alguns són senyals termenals, com la Parreguera d'en Maria, el Piló, Roca Blanca, Roca Foradada, Roca de Jornac, el Roc de la Creu, abans de les Creus, el Roc de la Maria, el Roc de la Socarrada, el Roc de les Cabres, el Roc de l'Home Mort, el Roc del Pas de l'Escala, el Roc del Serrat de les Estelles i el Roc del Solempí.

## Transports i comunicacions

### Carreteres
Una sola carretera, això sí, amb una variant, travessa el terme de Conat. Es tracta de la carretera D - 26 (N - 116, a Rià i Cirac - Noedes), que uneix Conat amb Rià en 4,4 quilòmetres cap a llevant, i amb Noedes en 8,6 cap a ponent. És una carretera que ressegueix la vall del Callan, i no enllaça amb cap altre poble que els esmentats. Al nord-oest de Vellans, però, surt cap al nord-oest la D - 26b (D - 26, a Conat - Orbanyà), en uns 3 quilòmetres (5,1 des de Conat). És una carretera amb revolts molt tancats, atès que ha de guanyar altitud per tal d'arribar a Orbanyà.

### Transport públic col·lectiu
Conat no té cap servei de transport públic habitual. Com altres pobles petits, disposa del TAD (Transport a la demanda).

### Els camins del terme
Alguns dels camins del terme de Conat són interns del terme mateix, com el Camí d'Arletes, el de l'Aposador, o de Nabilles, el de Catllorenç, el de la Copi, el de la Vinyassa, el de les Saleleres, el dels Campots, el de Millarers, el de Nabilles (diferent de l'anterior) i la Tira. D'altra banda, hi ha els camins que uneixen Conat amb els pobles i termes veïns: Camí de Llúgols, del Tragí (camí de Campome a Orbanyà), de Vellans a Noedes, o dels Prats, de Vilafranca, Camí Vell de Noedes, Camí Vell de Rià, Camí Vell d'Orbanyà, Ruta de Noedes, Ruta d'Orbanyà, Ruta de Rià i la Tira de Rià. Esment a part mereixen el camí ramader anomenat la Carrerada i el Tomb del Coronat.

## Activitats econòmiques
En el terme de Conat hi ha molt poc territori apte per a l'agricultura: a penes 8 hectàrees, en les quals hi ha mitja dotzena d'explotacions dedicades al conreu de la poma, sobretot, i a les hortalisses. Hi ha espai per a pastures i farratges, que alimenten un centenar de caps de cabrum. El conreu del bosc, activitat preeminent temps enrere, ha retrocedit molt, sobretot d'ençà la creació de la Reserva Natural de Conat, però aquesta reserva pot generar un cert turisme de qualitat.

## Història
El poble de Conat, juntament amb els seus senyors, és esmentat des de darreries del segle XI: vers el 1082 és esmentat el lloc de Connad, i el 1090 Gausfred de Conat signa com a testimoni en una donació de Mosset al monestir de Santa Maria de la Grassa. Als segles xi i xii, Conat, juntament amb Sautó, apareix en mans d'una família anomenada alternativament de Conat i de Sautó, que retia homenatge als comtes de Cerdanya i alhora als comtes-reis. Fins a Alfons I, vers l'any 1190, es mantingué aquesta situació.
El 1168 ja consta el Castell de Conat, juntament amb el de Paracolls. La família que en tenia el domini acabà extingint-se; l'últim testimoni de la seva existència és Esclarmonda de Conat, muller de Ramon d'Urtx. A la segona meitat del segle xiii n'eren senyors els Santacoloma, de la Fenolleda, i el 1280 consta la venda del lloc i castell de Conat a Ramon de Fullà. El segle xiv consta la baronia de la Vall de Conat: vallis de Conato, el 1308, composta per una dotzena de llocs de la vall, la majoria actualment desapareguts.
Vers el 1344 Conat esdevé castell reial. Es coneixen almenys dos castellans, en nom de Pere el Cerimoniós: Bernat d'Illa i Pere Paraire. A finals del segle xv consta com a senyor de Conat, Molig, Campome, Paracolls i Coma Miquel de Cardona, i el 1494 ho eren Joan de Pau i la seva muller Elionor de Rocafort. Més tard, al llarg de l'edat moderna, la Vall de Conat passa diverses vegades de mans: Galceran de Cruïlles i de Santapau el segle xvi, Jaume Alemany de Bellpuig posteriorment, després d'un litigi amb l'anterior, Gabriel de Llupià ja al XVII, etc. En el moment de la fi de l'Antic Règim era senyor de la Vall de Conat Pau d'Ortafà, que s'exilià amb la Revolució Francesa.

## Demografia

### Demografia antiga
La població està expressada en nombre de focs (f) o d'habitants (h)
| 43 f | 46 f | 43 f | 19 f | 6 f | 15 f | 54 f | 24 f | 294 h | 275 h | 73 f |

Notes:
1378: dels quals, 4 f per a Arletes, 5 f per a Vellans, 3 f per a Eroles i 3 f per a Nabilles;
1515: dels quals, 2 f per a Vellans;
1720, 1767, 1774: per a Conat i Vellans.

### Demografia contemporània
| Evolució de la població |      |      |      |      |      |      |      |      |
| 1793                    | 1800 | 1806 | 1821 | 1831 | 1836 | 1841 | 1846 | 1851 |
| 319                     | 324  | 349  | 370  | 345  | 343  | 351  | 392  | 388  |

| 1856 | 1861 | 1866 | 1872 | 1876 | 1881 | 1886 | 1891 | 1896 |
| ---- | ---- | ---- | ---- | ---- | ---- | ---- | ---- | ---- |
| 353  | 335  | 322  | 309  | 283  | 316  | 318  | 302  | 295  |

| 1901 | 1906 | 1911 | 1921 | 1926 | 1931 | 1936 | 1946 | 1954 |
| ---- | ---- | ---- | ---- | ---- | ---- | ---- | ---- | ---- |
| 277  | 267  | 256  | 204  | 155  | 133  | 114  | 111  | 78   |

| 1962 | 1968 | 1975 | 1982 | 1990 | 1999 | 2006 | 2007 | 2012 |
| ---- | ---- | ---- | ---- | ---- | ---- | ---- | ---- | ---- |
| 67   | 50   | 38   | 45   | 40   | 45   | 51   | 52   | 55   |

| 2016 |
| ---- |
| 56   |

Fonts: Ldh/EHESS/Cassini fins al 1999, després INSEE a partir deL 2004

### Evolució de la població

Població 1962-2008

## Administració i política

### Batlles
| Alcalde            | Període                       |
| ------------------ | ----------------------------- |
| François Serradeil | 1947 - 1983                   |
| Francis Serradeil  | 1983 - Març del 2008          |
| Betty Lloansi      | Març del 2008 - Març del 2014 |
| Pascal Espeut      | Març del 2014 - Moment actual |

### Legislatura 2014 - 2020

#### Batlle
- Pascal Espeut.

#### Adjunt al batlle[11]
- 1a: Johanna Messager
- 2n: André Serradeil.

#### Consellers municipals
- Robert Assens
- Patrick Fruitet
- Colette Gaulier
- Evelyne Stoffel.

### Adscripció cantonal

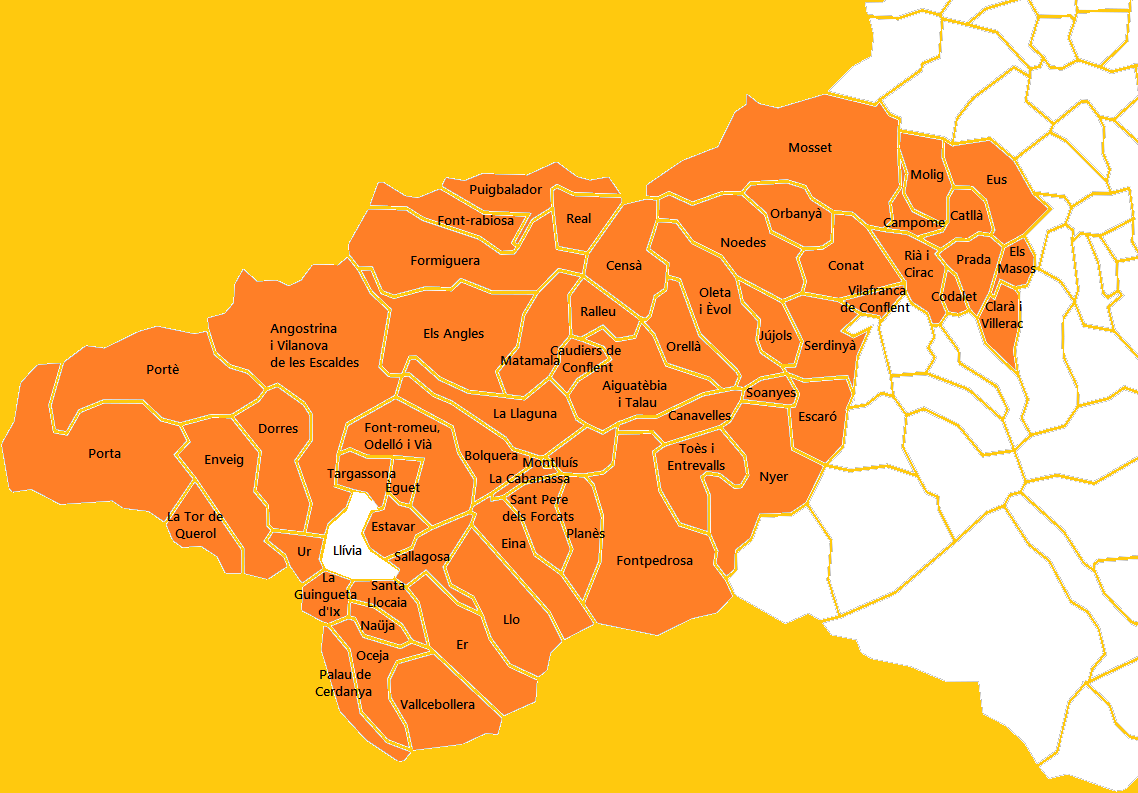
Mapa del Cantó dels Pirineus Catalans

A les eleccions cantonals del 2015 Conat ha estat inclòs en el cantó número 13, dels Pirineus Catalans, que inclou els pobles d'Angostrina i Vilanova de les Escaldes, Bolquera, Dorres, Èguet, Eina, Enveig, Er, Estavar, Font-romeu, Odelló i Vià, la Guingueta d'Ix, Llo, Naüja, Oceja, Palau de Cerdanya, Porta, Portè, Sallagosa, Santa Llocaia, Targasona, la Tor de Querol, Ur i Vallcebollera, de la comarca de l'Alta Cerdanya, els Angles, Font-rabiosa, Formiguera, Matamala, Puigbalador i Ral, de la del Capcir, i les viles de Montlluís, Prada i Vilafranca de Conflent i els pobles d'Aiguatèbia i Talau, la Cabanassa, Campome, Canavelles, Catllà, Caudiers de Conflent, Censà, Clarà i Villerac, Codalet, Conat, Escaró, Eus, Fontpedrosa, Jújols, la Llaguna, Els Masos, Molig, Mosset, Noedes, Nyer, Oleta i Èvol, Orbanyà, Orellà, Planès, Ralleu, Rià i Cirac, Sant Pere dels Forcats, Sautó, Serdinyà, Soanyes i Toès i Entrevalls, de la del Conflent, amb capitalitat a Prada. Són conselleres per aquest cantó Jean Castex i Hélène Josende, de la Unió de la Dreta.

### Serveis comunals mancomunats
Conat forma part de la Comunitat de comunes de Conflent - Canigó, amb capitalitat a Prada, juntament amb Prada, Arboçols, Campome, Campossí, Canavelles, Castell de Vernet, Catllà, Clarà i Villerac, Codalet, Cornellà de Conflent, Escaró, Espirà de Conflent, Estoer, Eus, Fillols, Finestret, Fontpedrosa, Fullà, Jóc, Jújols, Marqueixanes, els Masos, Mentet, Molig, Mosset, Noedes, Nyer, Oleta i Èvol, Orbanyà, Orellà, Pi de Conflent, Rià i Cirac, Rigardà, Saorra, Serdinyà, Soanyes, Sornià, Tarerac, Taurinyà, Toès i Entrevalls, Trevillac, Vallestàvia, Vallmanya, Vernet, Vilafranca de Conflent i Vinçà.

## Ensenyament i Cultura
A Conat no hi ha actualment cap establiment escolar. L'escola més propera, per a maternal i primària, és la de Rià, però també queden a prop les escoles de Catllà, Fullà, Prada i Vilafranca de Conflent. Per a continuar estudis, tant a secundària com a batxillerat, els nois i noies de Conat poden anar als col·legis i liceus de Prada.

## Llocs i monuments
- Església romànica de Sant Joan de Conat, del segle XII
- Església romànica de Santa Creu de Conat